# Berger Calanda
Berger Calanda är en bergstopp i Schweiz. Den ligger på gränsen mellan kommunerna Pfäfers i kantonen Sankt Gallen och Untervaz i Graubünden, i den östra delen av landet, 150 km öster om huvudstaden Bern. Toppen på Berger Calanda är 2 270 meter över havet.